# Gunthamund
Gunthamund est le troisième roi des Vandales et des Alains, de 484 à 496. Il succède à son oncle Hunéric et, continue les persécutions envers les chrétiens de rite catholique.

## Biographie
Gunthamund est le deuxième fils de Gento, le quatrième et dernier fils de Genséric, fondateur du royaume vandale. Comme la plupart des membres de la famille immédiate de Genséric sont morts, ses frères aînés ayant été assassinés par Hunéric, Gunthamund se retrouve comme le membre le plus âgé de la famille lorsque Hunéric décède en 484. Conformément aux lois sur la succession de son grand-père, qui prévoient que le membre le plus âgé de la famille sera le successeur, il est proclamé roi.
Tout au long de son règne, Gunthamund bénéficie du fait que les plus puissants rivaux des Vandales, les Wisigoths, les Ostrogoths et l’Empire byzantin, sont tous fortement impliqués dans des guerres. Après que Théodoric le Grand eut forcé Odoacre, roi d’Italie, à fuir en 490, Gunthamund se considère comme libéré de l’obligation contractuelle concernant la Sicile et tente d'envahir l’île, mais il est vaincu par Théodoric en 491.
Concernant les affaires internes au royaume, il doit souvent faire face aux bandes de pillards berbères qui menacent toujours un peu plus le royaume vandale, se faisant de plus en plus pressant depuis la mort de Genséric. En 493, un général vandale nommé Ansila remporte une brillante victoire sur ces pillards berbères, faisant cesser leurs incursions pour trois ou quatre années,. 
En outre, il intensifie les persécutions des chrétiens catholiques qui commencent sous Hunéric.
En 496, il meurt de maladie. Son frère Thrasamund lui succède et sera plus efficace pour diriger le royaume.

## Référencement